# Кобро, Катажина
Катажи́на Ко́бро (26 января 1898[…], Москва — 21 февраля 1951[…], Лодзь, Лодзинское воеводство) — русская и польская художница, скульптор-авангардист второй четверти XX века, работавшая в стиле супрематизма, конструктивизма и неопластицизма.

## Биография

### Детство
Художница-авангардистка немецко-русского происхождения, дочь обеспеченного судовладельца Николуса фон Кобро. Мать — русская, урождённая Евгения Розанова. Детские годы будущая художница провела в Риге. Затем поступила в гимназию в Варшаве. Трагические события Первой мировой резко изменили течение жизни Катажины Кобро.
С началом войны гимназия была эвакуирована в Москву. Здесь, в 1916 году, помогая раненым в офицерском отделении госпиталя, Катажина, 18-летняя сестра милосердия, встречает своего будущего мужа, офицера российской армии польского происхождения, Владислава Стржеминского, получившего тяжелейшие ранения в боях.

### Москва
В 1917—1920 годах училась в Москве, в МУЖВЗ; как раз в это время, на базе Московского училища живописи, ваяния и зодчества создаются Первые Государственные свободные художественные мастерские. Здесь преподают Казимир Малевич, Ольга Розанова, Владимир Татлин, Александр Родченко, и здесь учится Кобро. Очень на пользу ей пошло общение с художниками-конструктивистами из группы Общества молодых художников (ОБМОХУ): Карлом Иогансоном (1890—1929), братьями Владимиром (1899—1982) и Георгием (1900—1933) Стенбергами.
В годы гражданской войны в России многие учебные заведения переформируются, а преподавательский состав часто перемещается из города в город.

### Польша
В 1920 году Катажина Кобро выходит замуж за Владислава Стржеминского. По свидетельству племянника Катажины, Георга Кобро, именно она «заразила» Владислава своей увлечённостью искусством После того, как Владислав, сотрудник Отдела Изо Наркомпроса, получил новое назначение, они с Катажиной в том же 1920-м переезжают в Смоленск. В Смоленске Кобро читает лекции по скульптуре на отделении керамики в местных «Свомас» (Свободных мастерских), а с 1921 года участвует в работе смоленского филиала витебской группы УНОВИС. Работает как сценограф и плакатист.
В 1922 году Кобро живёт также в Киеве и во Львове. Вскоре Катажина и Владислав нелегально уезжают в Польшу и в 1924 году принимают польское гражданство. Молодая пара с первых же дней занимает видное место в новом польском искусстве. В Варшаве, в 1924 году они участвуют в создании авангардистской художественной группы «Blok» (полностью: «Блок кубистов, супрематистов и конструктивистов»), издававшей одноимённый журнал.
В 1925 году Катажина покидает группу «Блок»; и уже в 1926-м присоединяется к объединению польских художников «Praesens». Осенью того же года участвует в первой выставке этой группы.
В 1929-м — Катажина, вместе с Хенриком Стажевским (1894—1988) и В. Стржеминским оставляет группу «Praesens» и инициирует создание группы «a. r.» («artyści rewolucyjni» / «революционные художники»).
В 1932 году Кобро входит группу «Абстракция-Творчество» («Abstraction-Création»; группа просуществовала до 1937 года).
6 ноября 1936 года у Владислава и Катажины родилась дочь Ника.

### Поздние годы в Лодзи
Спасаясь от начавшейся в 1939 году Второй мировой войны, Катажина вместе с мужем и дочерью бежит к своей семье, в белорусский город Вилейка.

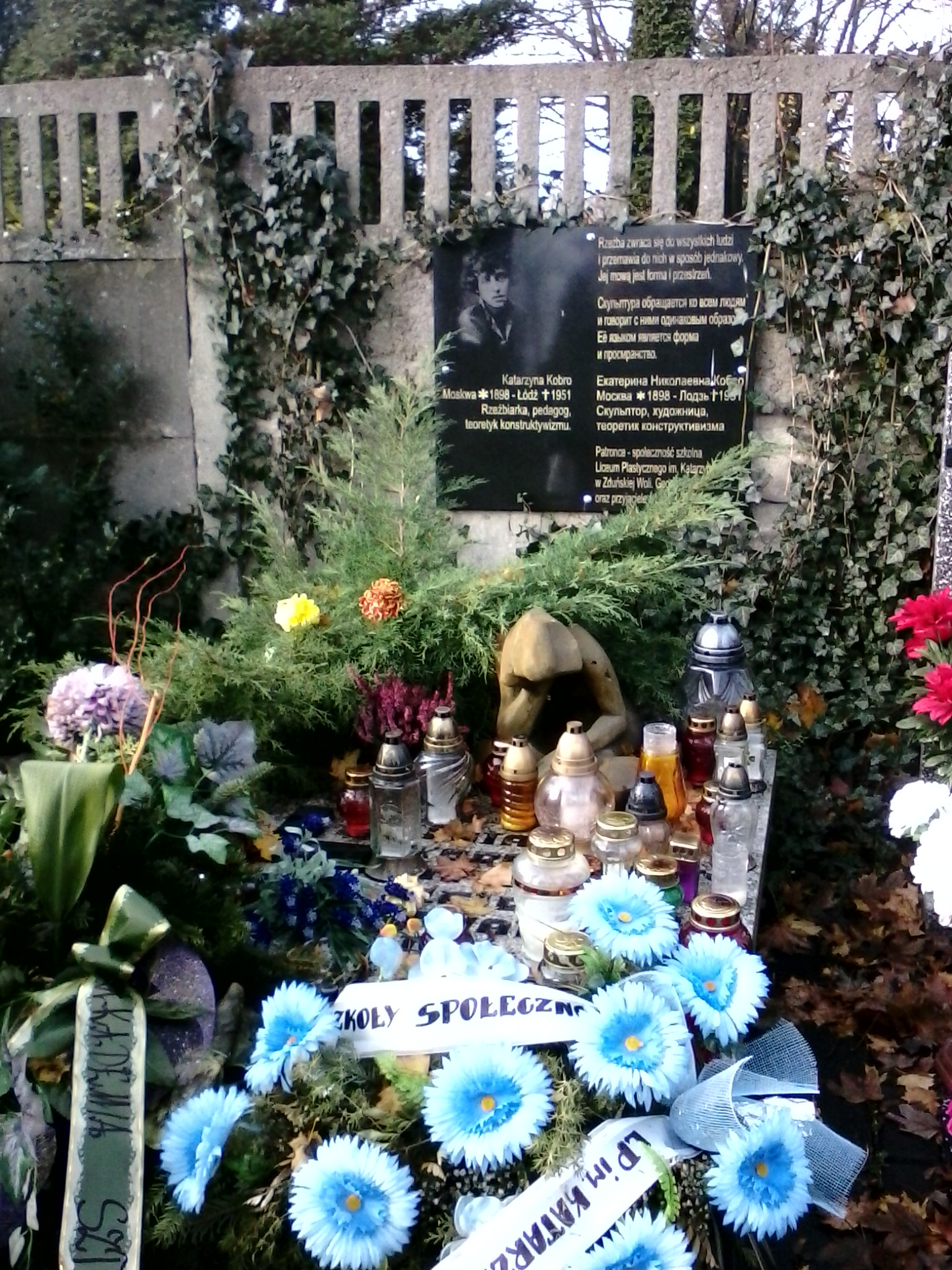
Могила Екатерины Кобро и её дочери Ники. 2014 год.

Умерла Катажина Кобро 21 февраля 1951 года от онкологического заболевания. Погребена на православном участке городского кладбища

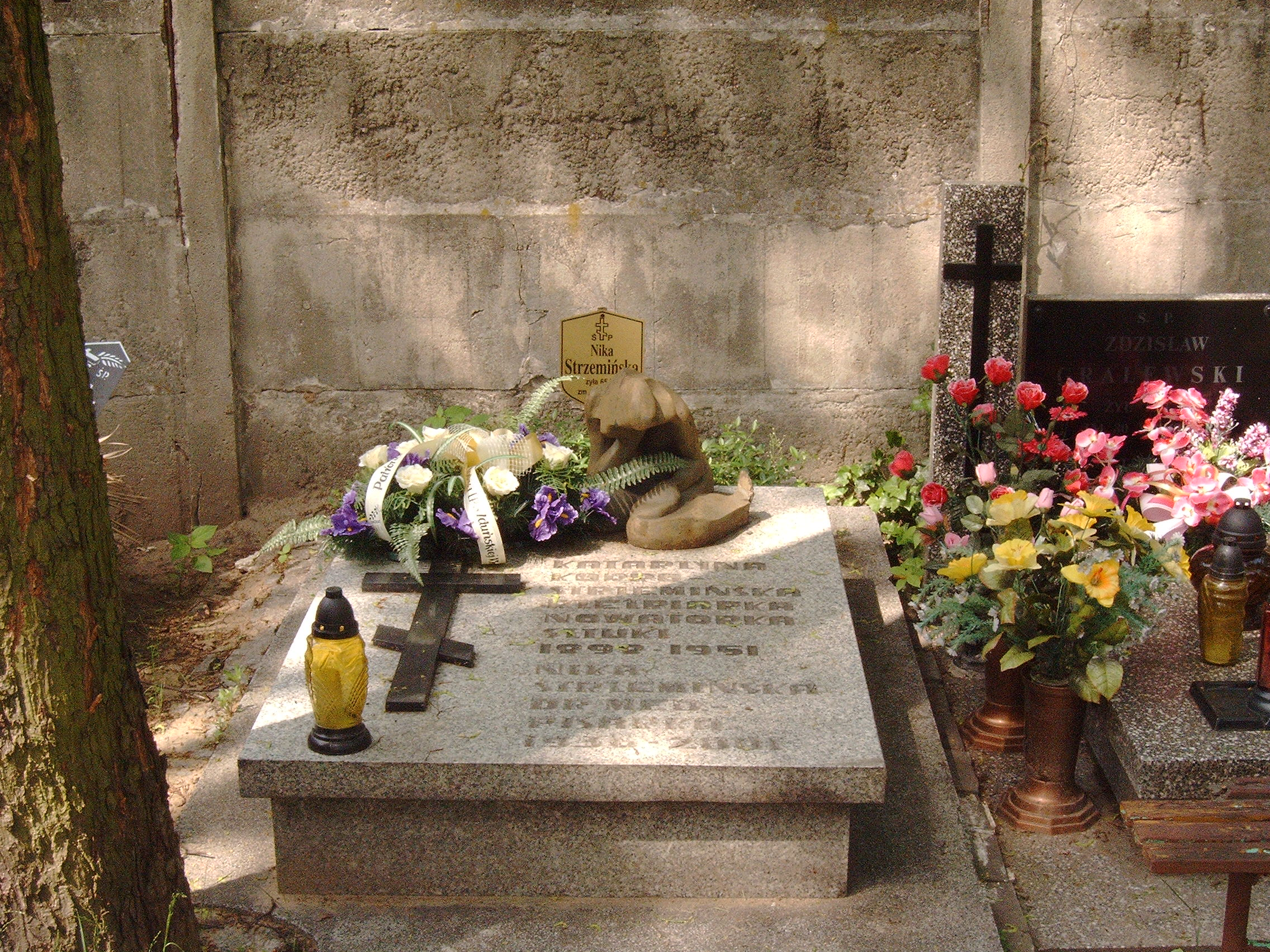
Надгробие Катажины Кобро и её дочери, Ники Стржеминьски, на Православном кладбище на Долах (Лодзь, фото 2007).

в Долах в Лодзи, рядом с церковью Успения Пресвятой Богородицы.

## Кредо художницы
Следует прочно, бесповоротно и навсегда понять, что скульптура не является ни литературой, ни символом, ни выражением индивидуальной психической эмоции. Скульптура — это только эволюция формы в пространстве <…> Областью скульптуры является форма и пространство. Скульптура является частью пространства, в котором она находится. Скульптура входит в пространство, и пространство в неё.
— Катаржина Кобро. Из ответов на вопросник редакционной коллегии журнала «Европа» (1929, № 2) о состоянии европейского искусства
В 1937 году Катажина Кобро ещё раз сформулировала основные тезисы своего художнического кредо для публикации в журнале «Голос пластических искусств» (1937, № 1-7):

«Скульптура является частью пространства. Поэтому условием её органичности предполагается связь с пространством. Скульптура не должна быть закрыта, как непроницаемый композиционный узел, но — стремиться к открытости космоса, когда внутренняя область сложного пространства связана с внешним. Единство композиции есть ритм. Энергия последовательно чередующихся, сменяющих друг друга в пространстве форм производит ритм пространственно-временного континуума».
— Катажина Кобро, «Głos Plastyków» (1937, nr 1-7)

## Работы художницы в сети
- Катажина Кобро : Подвесная конструкция I, 1921; Архивная копия от 12 августа 2014 на Wayback Machine утрачена / реконструкция 1972 года; эпоксидная смола, стеклоткань, дерево, металл, 20 × 40 × 40 см. Музей искусств, Лодзь.
- Катажина Кобро : «Пространственная композиция IV», 1925 Архивная копия от 13 августа 2014 на Wayback Machine сталь, крашенная белым.
- Катажина Кобро : Пространственная композиция. 1927—1931; Архивная копия от 12 августа 2014 на Wayback Machine сталь, крашенная белым, 31,8 × 60,3 × 26.2 см. Частная коллекция.
- Катажина Кобро : «Kompozycja Przestrzenna 4» / «Пространственная композиция IV», 1929. Архивная копия от 9 октября 2014 на Wayback Machine Дополнительные ракурсы той же «Композиции IV» Архивная копия от 11 октября 2014 на Wayback Machine.
- Зал Кобро и Стржеминского в Музее искусств города Лодзи.

## Значение
- В Художественном музее Лодзи, города, с которым связана большая часть творческой биографии художницы, организован специальный зал, всё оформление которого, от пола до потолка, выстроено так, чтобы максимально выразительно продемонстрировать пластические находки этой творческой пары: Кобро и Стржеминского[15][16].
- Один из кратеров на Меркурии назван в честь Катажины Кобро: Российская газета, 24 декабря 2012 Архивная копия от 12 октября 2014 на Wayback Machine
- В исторической перспективе чета польских художников-новаторов ничуть не проигрывают в сравнении с дадаистами Швейцарии и Германии (Ганс Арп, Курт Швиттерс). Пространственные разработки Кобро не уступают в смелом новаторстве образцам, созданным в Нидерландах художниками и архитекторами De Stijl или «Комнате Проунов» 1923 года Архивная копия от 10 октября 2014 на Wayback Machine русского конструктивиста Эль Лисицкого (1890—1941). Пожалуй, ближе всего Катажине Кобро — и стилистически, и по методам построения формы — новаторство скульптора и архитектора Фредерика Кислера[17].
- В честь Катажины Кобро в Польше ежегодно, начиная с 2001 года, присуждается премия имени Катаржины Кобро[пол.] в области искусства[18].

## Литература

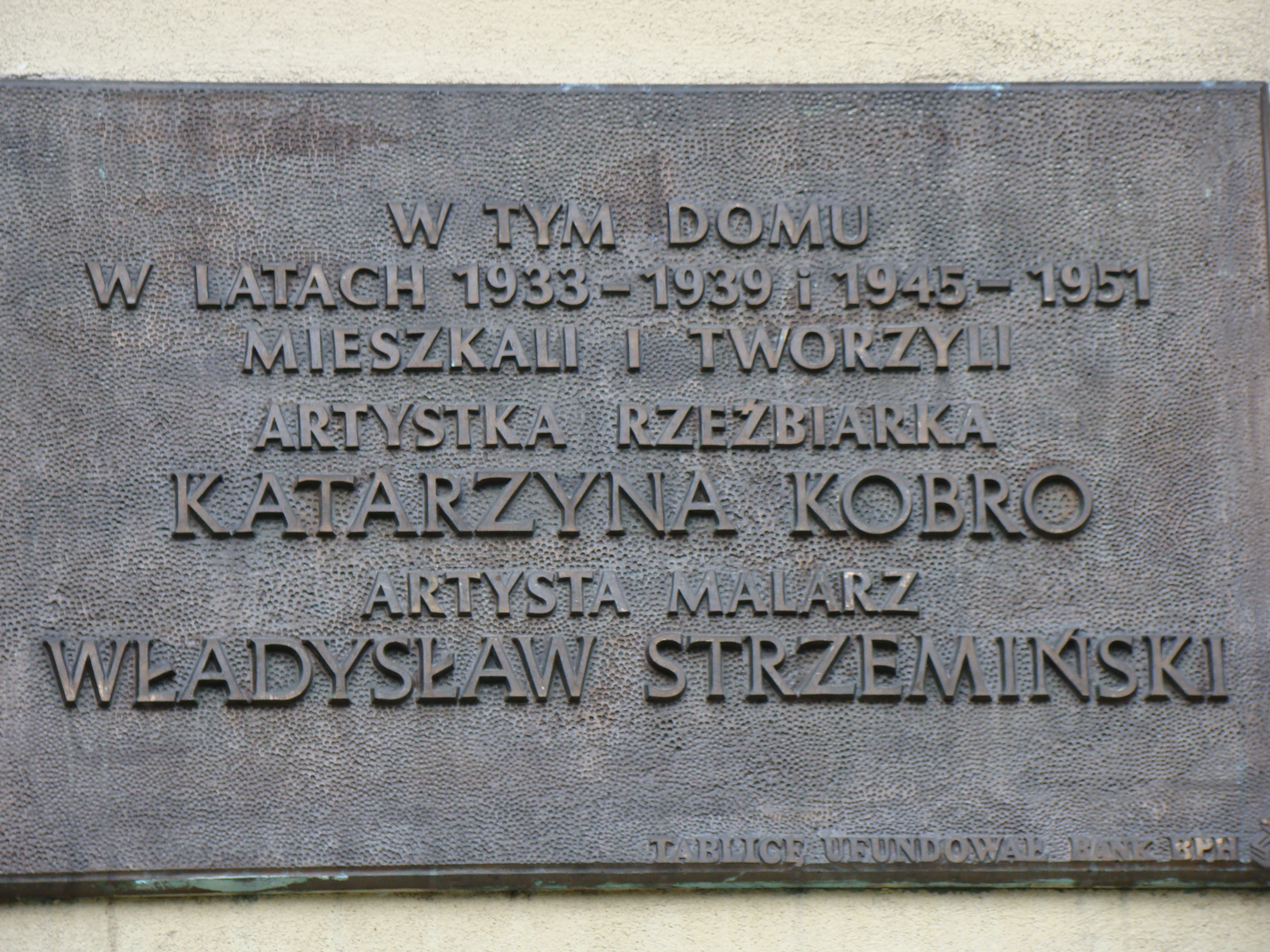
Мемориальная доска в честь Катажины Кобро и Владислава Стржеминского на стене дома № 75 по ул. Сребржинской в г. Лодзь.

## Фильмография
- В 2009 году режиссёр Мацей Войтышко снял 87-минутный телевизионный спектакль «Powidoki» / «Остаточные изображения». Архивная копия от 13 ноября 2014 на Wayback Machine Премьера фильма на польском телевидении состоялась 28 февраля 2011 года. Фильм повествует о горьком финале семейной жизни Катажины Кобро и Владислава Стржеминского. Тяжелейшая нищета во время Второй мировой войны, когда Катажина вынуждена ломать и бросать в печь свои скульптуры, чтобы согреть дом и приготовить еду для маленькой дочери Ники. Чашу терпения переполнена, когда католик Владислав узнал о том, что Катажина тайно окрестила Ники в Православной церкви.
- Фильм «Голубые цветы: О любви Катажины Кобро и Владислава Стржеминского» Архивная копия от 1 октября 2016 на Wayback Machine (Niebieskie kwiaty. Film o miłości Katarzyny Kobro i Władysława Strzemińskiego) / 49 мин., на польском языке / Youtube.com